# Joseph Dienger
Joseph Dienger (* 5. November 1818 in Hausen an der Möhlin, heute Bad Krozingen; † 27. November 1894 in Karlsruhe) war ein deutscher Mathematiker.

## Leben
Dienger war der Sohn eines Strumpfstrickers. Aufgrund seiner Herkunft konnte er von Haus aus nicht umfassend gefördert werden, obgleich seine ungewöhnliche mathematische Begabung schon früh zu erkennen war. Seine Eltern ermöglichten ihm aber eine Ausbildung zum Lehrer, zunächst durch den Besuch einer Präparandenschule in Ettlingen und offensichtlich anschließend eines Lehrerseminars, denn er erhielt herausragende Zeugnisse, sodass er schon mit 20 Jahren an die gymnasial ausgerichtete Kantonsschule Graubündens berufen wurde, die sich damals in Disentis befand. Nach drei Jahren wechselte er zur Weiterbildung nach Genf und schließlich 1842 zum Mathematikstudium auf das Polytechnikum in Karlsruhe. Nach dem Abschluss war er an höheren Bürgerschulen tätig: als Lehrer ab 1843 in Ladenburg und ab 1844 in Sinsheim, als Schulleiter ab 1849 in Ettenheim.
1850 wurde Dienger zum leitenden Professor für Mathematik an das Polytechnikum in Karlsruhe berufen, das heutige KIT. Manche seiner zahlreichen Schriften mussten wiederholt aufgelegt werden. „Dennoch kann man nicht behaupten, daß seine mathematischen Leistungen sich durch besonderen Gedankenreichthum auszeichneten, der ihnen bleibenden Werth verliehen hätte“, würdigte Moritz Cantor 1903. Sie „waren weniger Forschungswerke, sondern galten ebenso wie seine Lehrtätigkeit als Belege eines befähigten und tüchtigen Lehrers“, heißt es in einer Zusammenfassung von 2018. Diese Tätigkeit gab er 1868 aufgrund einer nervlichen Erkrankung auf, die ihn reizbar machte und durch die er leicht in Streitigkeiten verwickelt wurde, was ihm den „Beinamen des Gröbsten der Europäer eintrug“.
Bis zu seiner Pensionierung 1888 übernahm er nun die Leitung der Allgemeinen Versorgungsanstalt des Großherzogtums in Karlsruhe, einem Vorgänger der Karlsruher Lebensversicherung. Dort erwarb er sich bleibende Verdienste „Dass diese Anstalt auf der heutigen Höhe dasteht, kann wesentlich als sein Verdienst angesehen werden“, würdigte Karl Dienger.
Joseph Dienger war verheiratet. Er starb an einem Herzleiden.

## Schriften
- Grundzüge der algebraischen Analysis, G. Braun, Karlsruhe 1851
- Die ebene Polygonometrie, J. B. Metzler, Stuttgart 1854
- Theoretisch-praktisches Handbuch der ebenen und sphärischen Trigonometrie, J. B. Metzler, Stuttgart 1855 (Google Books); 3. Auflage 1867
- Die Differential- und Integralrechnung, J. B. Metzler, Stuttgart 1857; 2. Auflage in 3 Bänden 1862 (Band 1, Band 1–3)
- Ausgleichung der Beobachtungsfehler nach der Methode der kleinsten Quadratsummen, Friedrich Vieweg und Sohn, Braunschweig 1857 (Google Books)
- Studien zur analytischen Mechanik. Die allgemeinen Gesetze der Bewegung, J. B. Metzler, Stuttgart 1863
- Theorie der elliptischen Integrale und Funktionen,  J. B. Metzler, Stuttgart 1865
- Theorie und Auflösung der höhern Gleichungen, J. B. Metzler, Stuttgart 1866
- Grundriß der Variationsrechnung, Friedrich Vieweg und Sohn, Braunschweig 1867 (Google Books)